# Eva García Sempere
Eva García Sempere (Alcoy, Alicante, 28 de marzo de 1976) es una política y bióloga española. Fue diputada en el Congreso por la provincia de Málaga entre 2016 y 2019. Fue coordinadora de Medio Ambiente y Ecología de Izquierda Unida hasta 2024, en la que pasó a ser la responsable de Organización, Finanzas y número dos nacional de Izquierda Unida.
Es licenciada en Biología y experta universitaria en Desarrollo Local y Cooperación Multilateral.
Toda su trayectoria política ha estado ligada a Izquierda Unida, fue directora del área de Medio Ambiente y Articulación Territorial, fue técnico de proyectos en el Fondo Andaluz de Municipios para la Solidaridad Internacional y ha ejercido como coordinadora federal del área de Medio Ambiente y Ecología.
También fue presidenta de la Asociación de Vecinos de El Palo y coordinadora de la Plataforma en Defensa del Monte San Antón.
En las elecciones generales de 2016 fue como número dos en la lista de Unidos Podemos por Málaga, siendo elegida diputada en el Congreso. Volvió a ser elegida diputada por Unidas Podemos en la provincia de Málaga, en las elecciones del 28 de abril de 2019, ocupando su escaño hasta la disolución de las Cortes el 24 de septiembre. Volvió a ser número dos en la lista de Unidas Podemos por Málaga en las elecciones del 10 de noviembre de 2019, no siendo elegida en esta ocasión.
En 2019 dio a conocer que se encontraba en una lista negra de Monsanto por su oposición al glifosato.
Desde 2024 es la segunda a cargo y portavoz parlamentaria de Izquierda Unida. 